# So sánh phần mềm diệt virus
Đây là danh sách không đầy đủ các phần mềm diệt virus và an ninh Internet đáng chú ý, dưới dạng bảng so sánh, theo nền tảng của thiết bị (ví dụ: máy tính để bàn, thiết bị di động, máy chủ, v.v.) và hệ điều hành của người dùng (ví dụ: Windows, OS X, Linux, Solaris, Android, iOS, Ubuntu Touch, Windows Phone, v.v.).

## Huyền thoại
Thuật ngữ "on-demand scan" dùng để chỉ khả năng thực hiện quét thủ công (bởi người dùng) trên toàn bộ máy tính/thiết bị, trong khi "on-access scan" đề cập đến khả năng sản phẩm tự động quét mọi tệp tại đó sáng tạo hoặc sửa đổi sau đó.
Thuật ngữ "CloudAV" dùng để chỉ khả năng sản phẩm tự động thực hiện quét trên đám mây.
Thuật ngữ "Bảo mật email" dùng để bảo vệ email khỏi virus và phần mềm độc hại, trong khi "AntiSpam" đề cập đến việc bảo vệ khỏi các cuộc tấn công spam, lừa đảo và tấn công giả mạo.
Thuật ngữ "Bảo vệ web" thường bao gồm bảo vệ khỏi: URL bị nhiễm và độc hại, trang web lừa đảo, bảo vệ danh tính trực tuyến (quyền riêng tư) và bảo vệ ngân hàng trực tuyến.
Nhiều sản phẩm chống virus sử dụng "công cụ chống virus của bên thứ ba", điều này có nghĩa là công cụ chống virus được tạo bởi nhà sản xuất khác, tuy nhiên chữ ký phần mềm độc hại và/hoặc các phần khác của sản phẩm có thể (hoặc không) được thực hiện từ chủ sở hữu sản phẩm chính nó.

## Máy tính để bànvàmáy chủ

### Windows
| Công ty                        | Phần mềm                                           | On-demand scan | On-access scan                      | Boot-time scans         | Heuristics            | CloudAV | Tường lửa                        | IDS   | IPS   | Sandbox | Email Security | AntiSpam | Web protection | Macro protection | Phiên bản cập nhật | Support | Settings Import/ Export | installer/ updater MIMA safe | License         | Price       | First release | Country of origin | Original author/s                                                | Chú thích                                                |
| ------------------------------ | -------------------------------------------------- | -------------- | ----------------------------------- | ----------------------- | --------------------- | ------- | -------------------------------- | ----- | ----- | ------- | -------------- | -------- | -------------- | ---------------- | ------------------ | ------- | ----------------------- | ---------------------------- | --------------- | ----------- | ------------- | ----------------- | ---------------------------------------------------------------- | -------------------------------------------------------- |
| AhnLab                         | AhnLab V3 Internet Security                        | Có             | Có                                  | Có                      | Có                    | Có      | Có                               | Có    | Có    | ?       | Có             | Không    | Có             | Có               | Có                 | Có      | ?                       |                              | Độc quyền       | Không tự do | 1988          | Hàn Quốc          | Dr. Ahn Cheol-Soo                                                |                                                          |
| Avast                          | Avast Free Antivirus                               | Có             | Có                                  | Có                      | Có                    | Có      | Không                            | Có    | Không | Không   | Có             | Không    | Có             | Có               | Có                 | Có      | Không                   |                              | Độc quyền       | Tự do       | 1988          | Cộng hòa Séc      | Pavel Baudiš and Eduard Kučera                                   |                                                          |
| Avast                          | Avast Pro Antivirus                                | Có             | Có                                  | Có                      | Có                    | Có      | Có                               | Có    | Không | Có      | Có             | Không    | Có             | Có               | Có                 | Có      | Không                   |                              | Độc quyền       | Trialware   | 1997          | Cộng hòa Séc      | Pavel Baudiš and Eduard Kučera                                   |                                                          |
| Avast                          | Avast Internet Security                            | Có             | Có                                  | Có                      | Có                    | Có      | Có                               | Có    | Không | Có      | Có             | Có       | Có             | Có               | Có                 | Có      | Không                   |                              | Độc quyền       | Trialware   | 2009          | Cộng hòa Séc      | Pavel Baudiš and Eduard Kučera                                   |                                                          |
| Avast                          | Avast Premier                                      | Có             | Có                                  | Có                      | Có                    | Có      | Có                               | Có    | Không | Có      | Có             | Có       | Có             | Có               | Có                 | Có      | Không                   |                              | Độc quyền       | Trialware   | 2012          | Cộng hòa Séc      | Pavel Baudiš and Eduard Kučera                                   |                                                          |
| AVG Technologies (avast)       | AVG Antivirus FREE                                 | Có             | Có                                  | Có                      | Có                    | Không   | Không                            | Không | Không | ?       | Không          | Không    | Có             | Có               | Có                 | Có      | Không                   |                              | Độc quyền       | Tự do       | 1992          | Cộng hòa Séc      | Jan Gritzbach and Tomáš Hofer                                    |                                                          |
| AVG Technologies (avast)       | AVG Antivirus                                      | Có             | Có                                  | Có                      | Có                    | Có      | Không                            | Không | Không | ?       | Có             | Không    | Có             | Có               | Có                 | Có      | Không                   |                              | Độc quyền       | Không tự do | 2006          | Cộng hòa Séc      | Jan Gritzbach and Tomáš Hofer                                    |                                                          |
| AVG Technologies (avast)       | AVG Internet Security                              | Có             | Có                                  | Có                      | Có                    | Có      | Có                               | Có    | Có    | ?       | Có             | Có       | Có             | Có               | Có                 | Có      | Không                   |                              | Độc quyền       | Không tự do | 2008          | Cộng hòa Séc      | Jan Gritzbach and Tomáš Hofer                                    |                                                          |
| Avira                          | Avira Antivirus FREE (formerly AntiVir)            | Có             | Có                                  | Có                      | Có                    | Có      | Không                            | Không | Không | ?       | Không          | Có       | Không          | Có               | Có                 | Có      | ?                       |                              | Độc quyền       | Tự do       | 1988          | Đức               | Tjark Auerbach                                                   |                                                          |
| Avira                          | Avira Internet Security                            | Có             | Có                                  | Có                      | Có                    | Có      | Không                            | Không | Không | ?       | Có             | Có       | Có             | Có               | Có                 | Có      | ?                       |                              | Độc quyền       | Không tự do | 2002          | Đức               | Tjark Auerbach                                                   |                                                          |
| Bitdefender                    | Bitdefender Antivirus Free                         | Có             | Có                                  | Có                      | Có                    | Có      | Không                            | Không | Không | ?       | Không          | Không    | Có             | Không            | Có                 | Có      | ?                       |                              | Độc quyền       | Tự do       | 2013          | Romania           |                                                                  |                                                          |
| Bitdefender                    | Bitdefender Antivirus Plus                         | Có             | Có                                  | Có                      | Có                    | Có      | Có                               | x t s | Có    | Có      | Có             | Có       | Có             | Có               | Có                 | Có      | ?                       |                              | Độc quyền       | Không tự do | 1996          | Romania           |                                                                  |                                                          |
| Bitdefender                    | Bitdefender Internet Security                      | Có             | Có                                  | Có                      | Có                    | Có      | Có                               | Có    | Có    | Có      | Có             | Có       | Có             | Có               | Có                 | Có      | ?                       | Không                        | Độc quyền       | Không tự do | 2008          | Romania           |                                                                  |                                                          |
| Check Point                    | ZoneAlarm PRO Antivirus + Firewall                 | Có             | Có                                  | Không                   | Có                    | Không   | Có                               | Không | Không | ?       | Không          | Không    | Không          | Có               | Có                 | Có      | Có                      |                              | Độc quyền       | Không tự do | 2002          | Israel            |                                                                  | Third-party antivirus engine (Kaspersky)                 |
| Check Point                    | ZoneAlarm Extreme Security                         | Có             | Có                                  | Không                   | Có                    | Có      | Có                               | Không | Không | ?       | Có             | Có       | Có             | Có               | Có                 | Có      | Có                      |                              | Độc quyền       | Không tự do | 2002          | Hoa Kỳ            |                                                                  |                                                          |
| ClamWin                        | ClamWin                                            | Có             | Có (with Winpooch or Clam Sentinel) | Có (with Clam Sentinel) | Có                    | Không   | Không                            | Không | Không | ?       | Có             | Không    | Không          | Không            | Có                 | Không   | ?                       |                              | Bản mẫu:GPL-lic | Tự do       | 2002          | Australia         |                                                                  | Third-party antivirus engine (ClamAV)                    |
| Comodo Group                   | Comodo Antivirus                                   | Có             | Có                                  | Có                      | Có                    | Có      | Có                               | Có    | Có    | Có      | Có*            | Có       | Có             | Có*              | Có                 | Có      | Có                      |                              | Độc quyền       | Tự do       | 2008          | Hoa Kỳ            |                                                                  | *Protection via containment of untrusted executable code |
| Comodo Group                   | Comodo Cloud Antivirus                             | Có             | Có                                  | Có                      | Có                    | Có      | Có                               | Có    | Có    | Có      | Có*            | Có       | Có             | Có*              | Có                 | Có      | Có                      |                              | Độc quyền       | Tự do       | 2016          | Hoa Kỳ            |                                                                  | *Protection via containment of untrusted executable code |
| Comodo Group                   | Comodo Internet Security                           | Có             | Có                                  | Có                      | Có                    | Có      | Có                               | Có    | Có    | Có      | Có*            | Có       | Có             | Có*              | Có                 | Có      | Có                      |                              | Độc quyền       | Tự do       | 2010          | Hoa Kỳ            |                                                                  | *Protection via containment of untrusted executable code |
| Dr.Web                         | Dr.Web Anti-virus                                  | Có             | Có                                  | Có                      | Có                    | Có      | Có                               | Có    | Có    | Có      | Có             | Có       | Có             | Có               | Có                 | Có      | Có                      | Có                           | Độc quyền       | Trialware   | 1992          | Nga               | Igor Danilov                                                     |                                                          |
| Dr.Web                         | Dr.Web Security Space                              | Có             | Có                                  | Có                      | Có                    | Có      | Có                               | Có    | Có    | Có      | Có             | Có       | Có             | Có               | Có                 | Có      | Có                      | Có                           | Độc quyền       | Trialware   | 2006          | Nga               | Igor Danilov                                                     |                                                          |
| ESET                           | ESET NOD32 Antivirus                               | Có             | Có                                  | Có                      | Có                    | Có      | Không                            | Không | Không | ?       | Có             | Không    | Có             | Có               | Có                 | Có      | Có                      |                              | Độc quyền       | Trialware   | 1987          | Slovakia          | Peter Paško and Miroslav Trnka                                   |                                                          |
| ESET                           | ESET Smart Security                                | Có             | Có                                  | Có                      | Có                    | Có      | Có                               | Có    | Có    | ?       | Có             | Có       | Có             | Có               | Có                 | Có      | Có                      | Không                        | Độc quyền       | Trialware   | 2007          | Slovakia          | Peter Paško and Miroslav Trnka                                   |                                                          |
| F-Secure                       | F-Secure Antivirus                                 | Có             | Có                                  | Có                      | Có                    | Không   | Không                            | Không | Không | ?       | Có             | Không    | Không          | Có               | Có                 | Có      | ?                       |                              | Độc quyền       | Không tự do | 1991          | Phần Lan          | Petri Allas and Risto Siilasmaa                                  | Third-party antivirus engine (Bitdefender)               |
| F-Secure                       | F-Secure SAFE                                      | Có             | Có                                  | Có                      | Có                    | Có      | Có                               | Có    | Có    | ?       | Có             | Có       | Có             | Có               | Có                 | Có      | ?                       |                              | Độc quyền       | Không tự do | 2004          | Phần Lan          | Petri Allas and Risto Siilasmaa                                  | Third-party antivirus engine (Bitdefender)               |
| FRISK Software                 | F-PROT Antivirus                                   | Có             | Có                                  | Có                      | Có                    | Không   | Không                            | Không | Không | ?       | Có             | Không    | Không          | Có               | Có                 | Có      | ?                       |                              | Độc quyền       | Trialware   | 1989          | Iceland           | Friðrik Skúlason (second engine also with Dr. Vesselin Bontchev) |                                                          |
| Fortinet                       | FortiClient                                        | Có             | Có                                  | Có                      | Không                 | Không   | Có                               | Không | Không | ?       | Không          | Không    | Có             | Không            | Có                 | Có      | ?                       |                              | Độc quyền       | Tự do       | 2004          | Hoa Kỳ            |                                                                  |                                                          |
| G Data CyberDefense            | G DATA AntiVirus                                   | Có             | Có                                  | Có                      | Có                    | Không   | Không                            | Không | Không | ?       | Không          | Không    | Có             | Có               | Có                 | Có      | ?                       |                              | Độc quyền       | Không tự do | 1987          | Đức               | Andreas Lüning and Kai Figge                                     | Third-party antivirus engine (Bitdefender)               |
| G Data CyberDefense            | G DATA InternetSecurity                            | Có             | Có                                  | Có                      | Có                    | Có      | Có                               | Có    | Không | ?       | Có             | Có       | Có             | Có               | Có                 | Có      | ?                       |                              | Độc quyền       | Không tự do | 2004          | Đức               | Andreas Lüning and Kai Figge                                     | Third-party antivirus engine (Bitdefender)               |
| Kaspersky Lab                  | Kaspersky Anti-Virus                               | Có             | Có                                  | Có                      | Có                    | Không   | Không                            | Không | Không | ?       | Có             | Không    | Có             | Không            | Có                 | Có      | ?                       |                              | Độc quyền       | Không tự do | 1997          | Nga               | Eugene Kaspersky and Natalia Kaspersky                           | Banned by USG                                            |
| Kaspersky Lab                  | Kaspersky Internet Security                        | Có             | Có                                  | Có                      | Có                    | Có      | Có                               | Có    | Có    | ?       | Có             | Có       | Có             | Có               | Có                 | Có      | ?                       |                              | Độc quyền       | Không tự do | 2007          | Nga               | Eugene Kaspersky and Natalia Kaspersky                           | Banned by USG                                            |
| Kaspersky Lab                  | Kaspersky Total Security                           | Có             | Có                                  | Có                      | Có                    | Có      | Có                               | Có    | Có    | ?       | Có             | Có       | Có             | Có               | Có                 | Có      | Có                      |                              | Độc quyền       | Không tự do |               | Nga               | Eugene Kaspersky and Natalia Kaspersky                           | Banned by USG                                            |
| McAfee                         | McAfee Antivirus                                   | Có             | Có                                  | Có                      | Có                    | Không   | Không                            | Không | Không | ?       | Có             | Không    | Không          | Có               | Có                 | Có      | ?                       |                              | Độc quyền       | Không tự do | 1987          | Hoa Kỳ            | John McAfee                                                      | John McAfee "uninstall video" scandal                    |
| McAfee                         | McAfee Internet Security                           | Có             | Có                                  | Có                      | Có                    | Có      | Có                               | Có    | Có    | ?       | Có             | Có       | Có             | Có               | Có                 | Có      | ?                       |                              | Độc quyền       | Không tự do | 2006          | Hoa Kỳ            | John McAfee                                                      | John McAfee "uninstall video" scandal                    |
| Microsoft                      | Windows Defender                                   | Có             | Có                                  | Không                   | Không Only Windows 10 | Không   | Không excepting Windows Firewall | Không | Không | ?       | Không          | Không    | Không          | Không            | Có                 | Có      | Không                   |                              | Độc quyền       | Tự do       | 2012          | Hoa Kỳ            |                                                                  |                                                          |
| NANO Security Ltd              | NANO Antivirus                                     | Có             | Có                                  | Không                   | Có                    | Không   | Không                            | Không | Không | ?       | Có             | Không    | Có             | Không            | Có                 | Có      | Không                   |                              | Độc quyền       | Tự do       | 2009          | Nga               |                                                                  |                                                          |
| Panda Security                 | Panda Antivirus Pro                                | Có             | Có                                  | Có                      | Có                    | Có      | Có                               | Có    | Có    | ?       | Không          | Có       | Không          | Có               | Có                 | Có      | ?                       |                              | Độc quyền       | Không tự do | 1990          | Tây Ban Nha       | Mikel Urizarbarrena                                              |                                                          |
| Panda Security                 | Panda Internet Security                            | Có             | Có                                  | Có                      | Có                    | Có      | Có                               | Có    | Có    | ?       | Có             | Có       | Có             | Có               | Có                 | Có      | ?                       |                              | Độc quyền       | Không tự do | 2002          | Tây Ban Nha       | Mikel Urizarbarrena                                              |                                                          |
| Panda Security                 | Panda Antivirus Free                               | Có             | Có                                  | Có                      | Có                    | Có      | Không                            | Có    | Không | ?       | Không          | Không    | Có             | Có               | Có                 | Có      | ?                       |                              | Độc quyền       | Tự do       | 2009          | Tây Ban Nha       |                                                                  |                                                          |
| Qihoo 360                      | 360 Total Security                                 | Có             | Có                                  | Có                      | Có                    | Có      | Không                            | Không | Không | ?       | Không          | Không    | Có             | Có               | Có                 | Có      | ?                       |                              | Độc quyền       | Tự do       | 2006          | Trung Quốc        |                                                                  |                                                          |
| Quick Heal                     | Quick Heal Total Security                          | Có             | Có                                  | Có                      | Có                    | Có      | Có                               | Có    | Có    | ?       | Có             | Có       | Có             | Có               | Có                 | Có      | Yes                     |                              | Độc quyền       | Không tự do | 1995          | Ấn Độ             |                                                                  |                                                          |
| Sophos                         | Sophos Anti-Virus                                  | Có             | Có                                  | Có                      | Có                    | Có      | Có                               | Có    | Không | ?       | Có             | Không    | Không          | Có               | Có                 | Có      | ?                       |                              | Độc quyền       | Không tự do | 1988          | Vương quốc Anh    | Jan Hruska and Peter Lammer                                      |                                                          |
| Sophos                         | Sophos EndUser Protection                          | Có             | Có                                  | Có                      | Có                    | Có      | Có                               | Có    | Có    | ?       | Có             | Có       | Có             | Có               | Có                 | Có      | ?                       |                              | Độc quyền       | Không tự do | 2000          | Vương quốc Anh    | Jan Hruska and Peter Lammer                                      |                                                          |
| Cisco (originally Immunet)     | Immunet                                            | Có             | Có                                  | Không                   | Không                 | Có      | Không                            | Không | Không | ?       | Có             | Không    | Không          | Không            | Có                 | Có      | ?                       |                              | Độc quyền       | Tự do       | 2010          | Hoa Kỳ            |                                                                  | Third-party antivirus engine (ClamAV)                    |
| AhnLab                         | AhnLab V3 Internet Security                        | Có             | Có                                  | Có                      | Có                    | Có      | Có                               | Có    | Có    | ?       | Có             | Không    | Có             | Có               | Có                 | Có      | ?                       |                              | Độc quyền       | Không tự do | 1988          | Hàn Quốc          | Dr. Ahn Cheol-Soo                                                |                                                          |
| Symantec                       | Norton Internet Security                           | Có             | Có                                  | Có                      | Có                    | Có      | Có                               | Có    | Có    | ?       | Có             | Có       | Có             | Có               | Có                 | Có      | ?                       |                              | Độc quyền       | Không tự do | 2000          | Hoa Kỳ            |                                                                  | Whitelists FBI backdoor scandal                          |
| Symantec (originally PC Tools) | Spyware Doctor with AntiVirus                      | Có             | Có                                  | Không                   | Không                 | Không   | Không                            | Không | Không | ?       | Không          | Không    | Có             | Không            | Có                 | Không   | ?                       |                              | Độc quyền       | Không tự do | 2003          | Hoa Kỳ            |                                                                  |                                                          |
| Trend Micro                    | Titanium Antivirus Plus                            | Có             | Có                                  | Có                      | Có                    | Không   | Không                            | Không | Không | ?       | Không          | Có       | Không          | Không            | Có                 | Có      | ?                       |                              | Độc quyền       | Không tự do | 1990          | Nhật Bản          |                                                                  |                                                          |
| Trend Micro                    | Titanium Internet Security                         | Có             | Có                                  | Có                      | Có                    | Có      | Không                            | Không | Không | ?       | Không          | Không    | Có             | Không            | Có                 | Có      | ?                       |                              | Độc quyền       | Không tự do | 2008          | Nhật Bản          |                                                                  |                                                          |
| TrustPort                      | TrustPort Antivirus                                | Có             | Có                                  | Không                   | Có                    | Không   | Có                               | Không | Không | ?       | Có             | Có       | Có             | Không            | Có                 | Có      | ?                       |                              | Độc quyền       | Trialware   | 2008          | Cộng hòa Séc      |                                                                  | Third-party antivirus engine (?)                         |
| TrustPort                      | TrustPort Internet Security                        | Có             | Có                                  | Không                   | Có                    | Không   | Có                               | Không | Không | ?       | Có             | Có       | Có             | Không            | Có                 | Có      | ?                       |                              | Độc quyền       | Trialware   | 2008          | Cộng hòa Séc      |                                                                  | Third-party antivirus engine (?)                         |
| TrustPort                      | TrustPort Total Protection                         | Có             | Có                                  | Không                   | Có                    | Không   | Có                               | Không | Không | ?       | Có             | Có       | Có             | Không            | Có                 | Có      | ?                       |                              | Độc quyền       | Trialware   | 2008          | Cộng hòa Séc      |                                                                  | Third-party antivirus engine (?)                         |
| VirusBlokAda                   | Vba32 AntiVirus                                    | Có             | Có                                  | Không                   | Không                 | Không   | Không                            | Không | Không | ?       | Không          | Không    | Không          | Không            | Không              | Không   | ?                       |                              | Độc quyền       | Không tự do | 2010          | Belarus           |                                                                  |                                                          |
| Webroot                        | SecureAnywhere AntiVirus                           | Có             | Có                                  | Không                   | Có                    | Có      | Có                               | Không | Có    | ?       | Không          | Không    | Có             | Không            | Có                 | Có      | ?                       |                              | Độc quyền       | Trialware   | 2011          | Hoa Kỳ            |                                                                  |                                                          |
| Webroot                        | SecureAnywhere Internet Security Plus and Complete | Có             | Có                                  | Không                   | Có                    | Có      | Có                               | Không | Có    | ?       | Không          | Không    | Có             | Không            | Có                 | Có      | ?                       |                              | Độc quyền       | Không tự do | 2011          | Hoa Kỳ            |                                                                  |                                                          |
| Công ty                        | Phần mềm                                           | On-demand scan | On-access scan                      | Boot-time scans         | Heuristics            | CloudAV | Tường lửa                        | IDS   | IPS   | Sandbox | Email Security | AntiSpam | Web protection | Macro protection | Phiên bản cập nhật | Support | Settings Import/ Export | installer/ updater MIMA safe | License         | Price       | First release | Country of origin | Original author/s                                                | Chú thích                                                |

### macOS
| Công ty          | Phần mềm                                           | On-demand scan | On-access scan | Heuristics | CloudAV | Tường lửa | IDS   | IPS   | Email Security | AntiSpam | Web protection            | Phiên bản cập nhật | Support | License         | Price       | First release | Country of origin | Chú thích                                           |
| ---------------- | -------------------------------------------------- | -------------- | -------------- | ---------- | ------- | --------- | ----- | ----- | -------------- | -------- | ------------------------- | ------------------ | ------- | --------------- | ----------- | ------------- | ----------------- | --------------------------------------------------- |
| Avast            | Avast Mac Security                                 | Có             | Có             | Có         | Không   | Không     | Không | Không | Có             | Không    | Có                        | Có                 | Có      | Độc quyền       | Tự do       | 2012          | Cộng hòa Séc      |                                                     |
| Avira Operations | Avira Free Mac Security                            | Có             | Có             | Có         | Có      | Có        | Không | Không | Có             | Không    | Có                        | Có                 | Không   | Độc quyền       | Tự do       | 2011          | Đức               |                                                     |
| Bitdefender      | Bitdefender Antivirus for Mac                      | Có             | Có             | Có         | Không   | Không     | Không | Không | Không          | Không    | Có                        | Có                 | Có      | Độc quyền       | Không tự do | 2011          | Romania           |                                                     |
| Cisco            | Clam AntiVirus                                     | Có             | Có             | Không      | Không   | Không     | Không | Không | Có             | Không    | Không                     | Có                 | Không   | Bản mẫu:GPL-lic | Tự do       | 2000          | Hoa Kỳ            |                                                     |
| Comodo Group     | Comodo Mac Security                                | Có             | Có             | Có         | Không   | Không     | Không | Không | Không          | Không    | Không                     | Có                 | Không   | Độc quyền       | Tự do       | 2012          | Hoa Kỳ            |                                                     |
| Dr. Web          | Dr. Web Anti-virus for Mac OS X                    | Có             | Có             | Có         | Có      | Có        | Có    | Có    | Có             | Có       | Có                        | Có                 | Có      | Độc quyền       | Trialware   | 2012          | Nga               |                                                     |
| ESET             | ESET Cyber Security                                | Có             | Có             | Có         | Có      | Không     | Không | Không | Không          | Không    | Có                        | Có                 | Có      | Độc quyền       | Không tự do | 2011          | Slovakia          |                                                     |
| ESET             | ESET Cyber Security Pro                            | Có             | Có             | Có         | Có      | Có        | Không | Không | Có             | Không    | Có                        | Có                 | Có      | Độc quyền       | Không tự do | 2013          | Slovakia          |                                                     |
| F-Secure         | F-Secure Anti-Virus for Mac]]                      | Có             | Có             | Có         | Có      | Không     | Có    | Không | Có             | Có       | Có                        | Có                 | Có      | Độc quyền       | Không tự do | 2008          | Phần Lan          | Third-party antivirus engine (Bitdefender + F-PROT) |
| Intego           | VirusBarrier                                       | Có             | Có             | Không      | Không   | Không     | Không | Không | Không          | Không    | Không                     | Có                 | Có      | Độc quyền       | Không tự do | 1997          | Hoa Kỳ            |                                                     |
| Intego           | Mac Internet Security                              | Có             | Có             | Không      | Không   | Có        | Không | Không | Không          | Không    | Có                        | Có                 | Có      | Độc quyền       | Không tự do | 2000          | Hoa Kỳ            |                                                     |
| Kaspersky Lab    | Kaspersky Internet Security                        | Có             | Có             | Có         | Có      | Không     | Không | Không | Có             | Không    | Có                        | Có                 | Có      | Độc quyền       | Không tự do | 2010          | Nga               | Banned by USG                                       |
| Malwarebytes     | Malwarebytes for Mac                               |                |                |            |         |           |       |       |                |          |                           |                    |         |                 | Free        | 2006          | Hoa Kỳ            | 4 vulnerabilities found by Project Zero in 2016     |
| Panda Security   | Panda Antivirus for Mac                            | Có             | Có             | Có         | Có      | Không     | Có    | Không | Có             | Có       | Có                        | Có                 | Có      | Độc quyền       | Không tự do | 2008          | Tây Ban Nha       |                                                     |
| Quick Heal       | Quick Heal Total Security for Mac                  | Có             | Có             | Không      | Không   | Không     | Không | Không | Có             | Có       | Có                        | Có                 | Có      | Độc quyền       | Không tự do | 2012          | Ấn Độ             |                                                     |
| Sophos           | Sophos Anti-Virus for Mac                          | Có             | Có             | Có         | Có      | Không     | Có    | Có    | Có             | Không    | Có                        | Có                 | Không   | Độc quyền       | Tự do       | 2010          | Vương quốc Anh    |                                                     |
| Symantec         | Symantec Endpoint Protection                       | Có             | Có             | Có         | Có      | Không     | Không | Không | Có             | Có       | Có                        | Có                 | Có      | Độc quyền       | Không tự do | 2012          | Hoa Kỳ            |                                                     |
| Symantec         | Norton Security Standard for Mac                   | Có             | Có             | Có         | Không   | Có        | Không | Không | Không          | Không    | Có                        | Có                 | Có      | Độc quyền       | Không tự do | 2012          | Hoa Kỳ            |                                                     |
| Trend Micro      | Titanium Internet Security for Mac                 | Có             | Có             | Có         | Không   | Không     | Không | Không | Không          | Không    | Có                        | Có                 | Có      | Độc quyền       | Không tự do | 2011          | Nhật Bản          |                                                     |
| Webroot          | SecureAnywhere AntiVirus                           | Có             | Có             | Không      | Không   | Không     | Không | Không | Không          | Không    | Có (only in Apple Safari) | Có                 | Có      | Độc quyền       | Trialware   | 2012          | Hoa Kỳ            |                                                     |
| Webroot          | SecureAnywhere Internet Security Plus and Complete | Có             | Có             | Không      | Không   | Không     | Không | Không | Không          | Không    | Có (only in Apple Safari) | Có                 | Có      | Độc quyền       | Trialware   | 2012          | Hoa Kỳ            |                                                     |
| Công ty          | Phần mềm                                           | On-demand scan | On-access scan | Heuristics | CloudAV | Tường lửa | IDS   | IPS   | Email Security | AntiSpam | Web protection            | Phiên bản cập nhật | Support | License         | Price       | First release | Country of origin | Chú thích                                           |

### Linux
| Công ty                    | Phần mềm                       | On-demand scan | On-access scan | Heuristics | CloudAV | Tường lửa | IDS   | IPS   | Email Security | AntiSpam | Web protection | Phiên bản cập nhật | Support | License         | Price       | First release | Country of origin | Chú thích     |
| -------------------------- | ------------------------------ | -------------- | -------------- | ---------- | ------- | --------- | ----- | ----- | -------------- | -------- | -------------- | ------------------ | ------- | --------------- | ----------- | ------------- | ----------------- | ------------- |
| AVG Technologies (Grisoft) | AVG Linux Server Edition       | Có             | Có             | Có         | Không   | Không     | Không | Không | Có             | Có       | Không          | Có                 | Không   | Độc quyền       | Không tự do | 2008          | Cộng hòa Séc      |               |
| Cisco                      | Clam AntiVirus                 | Có             | Có             | Không      | Không   | Không     | Không | Không | Không          | Không    | Không          | Có                 | Không   | Bản mẫu:GPL-lic | Tự do       | 1998          | Hoa Kỳ            |               |
| Comodo Group               | Comodo Internet Security Linux | Có             | Có             | Có         | Không   | Không     | Không | Không | Có             | Không    | Không          | Có                 | Không   | Độc quyền       | Tự do       | 2008          | Hoa Kỳ            |               |
| Dr. Web                    | Dr. Web Anti-virus for Linux   | Có             | Có             | Có         | Có      | Có        | Có    | Có    | Có             | Có       | Có             | Có                 | Có      | Độc quyền       | Trialware   | 1992          | Nga               |               |
| ESET                       | ESET File Security for Linux   | Có             | Có             | Có         | Không   | Không     | Không | Không | Không          | Không    | Không          | Có                 | Có      | Độc quyền       | Không tự do | 2008          | Slovakia          |               |
| FRISK Software             | F-PROT Antivirus               | Có             | Có             | Có         | Không   | Không     | Không | Không | Có             | Không    | Không          | Có                 | Không   | Độc quyền       | Trialware   | 1989          | Iceland           |               |
| F-Secure                   | F-Secure Linux Security        | Có             | Có             | Có         | Có      | Có        | Không | Không | Có             | Có       | Có             | Có                 | Có      | Độc quyền       | Không tự do | 2008          | Phần Lan          |               |
| Fortinet                   | Forticlient                    | Có             | Có             | Có         | Có      | Không     | Không | Không | Không          | Không    | Không          | Có                 | Có      | Độc quyền       | Tự do       | 2009          | Hoa Kỳ            |               |
| Kaspersky Lab              | Kaspersky Anti-Virus for Linux | Có             | Có             | Có         | Không   | Không     | Không | Không | Không          | Không    | Không          | Có                 | Có      | Độc quyền       | Không tự do | 2012          | Nga               | Banned by USG |
| Panda Security             | Panda DesktopSecure for Linux  | Có             | Có             | Có         | Có      | Có        | Có    | Có    | Có             | Có       | Có             | Có                 | Có      | Độc quyền       | Không tự do | 2008          | Tây Ban Nha       |               |
| Quick Heal                 | Quick Heal for Linux           | Có             | Có             | Không      | Không   | Không     | Không | Không | Không          | Không    | Không          | Có                 | Không   | Độc quyền       | Không tự do | 2005          | Ấn Độ             |               |
| Sophos                     | Sophos Anti-Virus for Linux    | Có             | Có             | Có         | Có      | Không     | Có    | Có    | Có             | Có       | Có             | Có                 | Có      | Độc quyền       | Tự do       | 2008          | Vương quốc Anh    |               |
| Công ty                    | Phần mềm                       | On-demand scan | On-access scan | Heuristics | CloudAV | Tường lửa | IDS   | IPS   | Email Security | AntiSpam | Web protection | Phiên bản cập nhật | Support | License         | Price       | First release | Country of origin | Chú thích     |

### Solaris
| Công ty                      | Phần mềm                      | On-demand scan | On-access scan | Tường lửa | Email security | AntiSpam | Web protection | Phiên bản cập nhật | Support | License         | Price     | First release | Country of origin | Chú thích          |
| ---------------------------- | ----------------------------- | -------------- | -------------- | --------- | -------------- | -------- | -------------- | ------------------ | ------- | --------------- | --------- | ------------- | ----------------- | ------------------ |
| Cisco                        | Clam AntiVirus                | Có             | Có             | Không     | Không          | Không    | Không          | Có                 | Không   | Bản mẫu:GPL-lic | Tự do     | 1998          | Hoa Kỳ            |                    |
| FRISK Software International | F-PROT Antivirus              | Có             | Có             | Không     | Có             | Không    | Không          | Có                 | Có      | Độc quyền       | Trialware | 1989          | Iceland           |                    |
| Panda Security               | Panda DesktopSecure for Linux | Có             | Có             | Có        | Có             | Không    | Không          | Có                 | Có      | Độc quyền       | ?         | 2009          | Tây Ban Nha       |                    |
| Sophos                       | Sophos AntiVirus for Unix     | Có             | Không          | Không     | Có             | Có       | Không          | Có                 | Có      | Độc quyền       | Trialware | -             | UK                | Central management |
| Công ty                      | Phần mềm                      | On-demand scan | On-access scan | Tường lửa | Email security | AntiSpam | Web protection | Phiên bản cập nhật | Support | License         | Price     | First release | Country of origin | Chú thích          |

### FreeBSD
| Công ty                      | Phần mềm                      | On-demand scan | On-access scan | Tường lửa | Email security | AntiSpam | Web protection | Phiên bản cập nhật | Support | License         | Price     | First release | Country of origin | Chú thích |
| ---------------------------- | ----------------------------- | -------------- | -------------- | --------- | -------------- | -------- | -------------- | ------------------ | ------- | --------------- | --------- | ------------- | ----------------- | --------- |
| Cisco                        | Clam AntiVirus                | Có             | Có             | Không     | Không          | Không    | Không          | Có                 | Không   | Bản mẫu:GPL-lic | Tự do     | 1998          | Hoa Kỳ            |           |
| FRISK Software International | F-PROT Antivirus              | Có             | Có             | Không     | Có             | Không    | Không          | Có                 | Có      | Độc quyền       | Trialware | 1989          | Iceland           |           |
| Panda Security               | Panda DesktopSecure for Linux | Có             | Có             | Có        | Có             | Không    | Không          | Có                 | Có      | Độc quyền       | ?         | 2009          | Tây Ban Nha       |           |
| Công ty                      | Phần mềm                      | On-demand scan | On-access scan | Tường lửa | Email security | AntiSpam | Web protection | Phiên bản cập nhật | Support | License         | Price     | First release | Country of origin | Chú thích |

## Di độngvàMáy tính bảng

### Android
| Công ty                    | Phần mềm                       | On-demand scan | On-access scan | Tường lửa | AntiSpam | Web protection                | Privacy Advisor | AntiTheft | Call/SMS Filtering | Backup | Parental Control | Support | AV Comparatives | AV Test | License   | Price       | First release | Country of origin | Chú thích                          |
| -------------------------- | ------------------------------ | -------------- | -------------- | --------- | -------- | ----------------------------- | --------------- | --------- | ------------------ | ------ | ---------------- | ------- | --------------- | ------- | --------- | ----------- | ------------- | ----------------- | ---------------------------------- |
| AhnLab                     | AhnLab Mobile Security         | Có             | Có             | Không     | Có       | Không                         | Không           | Có        | Không              | Không  | Không            | Không   | Có              | Có      | Độc quyền | ?           | 2010          | Hàn Quốc          |                                    |
| Avast                      | Avast Mobile Security          | Có             | Có             | Có        | Không    | Có                            | Có              | Có        | Có                 | Có     | Không            | Có      | Có              | Có      | Độc quyền | Tự do       | 2011          | Cộng hòa Séc      |                                    |
| Avast                      | Avast Premier Mobile Security  | Có             | Có             | Có        | Không    | Có                            | Có              | Có        | Có                 | Có     | Không            | Có      | Có              | Có      | Độc quyền | Không tự do | 2013          | Cộng hòa Séc      |                                    |
| AVG Technologies (Grisoft) | AVG AntiVirus FREE for Android | Có             | Có             | Không     | Không    | Không                         | Không           | Có        | Có                 | Không  | Không            | Không   | Không           | Có      | Độc quyền | Tự do       | 2010          | Cộng hòa Séc      |                                    |
| Avira Operations           | Avira Free Android Security    | Có             | Có             | Không     | Có       | Không                         | Không           | Có        | Có                 | Không  | Có               | Có      | Không           | Có      | Độc quyền | Tự do       | 2004          | Đức               |                                    |
| Bitdefender                | Bitdefender Mobile Security    | Có             | Có             | Không     | Không    | Có                            | Có              | Có        | Không              | Không  | Không            | Không   | Có              | Có      | Độc quyền | Freemium    | 2011          | Romania           |                                    |
| Cheetah Mobile             | Security Master                | Có             | Có             | Không     | Không    | Không                         | Không           | Có        | Có                 | Không  | Không            | Không   | Không           | Có      | Độc quyền | Free        | 2012          | Trung Quốc        | Earlier it is known as CM Security |
| Comodo Group               | Comodo Mobile Security         | Có             | Có             | Không     | Không    | Có                            | Không           | Có        | Có                 | Có     | Có               | Có      | Có              | Có      | Độc quyền | Tự do       | 2012          | Hoa Kỳ            |                                    |
| Dr. Web                    | Dr. Web Mobile Security Suite  | Có             | Có             | Có        | Có       | Có                            | Có              | Có        | Có                 | Có     | Có               | Có      | Có              | Có      | Độc quyền | Trialware   | 2010          | Nga               |                                    |
| ESET                       | ESET Mobile Security           | Có             | Có             | Không     | Có       | Partially, only Anti-Phishing | Có              | Có        | Có                 | Không  | Không            | Có      | Có              | Có      | Độc quyền | Freemium    | 2011          | Slovakia          |                                    |
| F-Secure                   | F-Secure Mobile Security       | Có             | Có             | Không     | Không    | Có                            | Không           | Có        | Có                 | Có     | Có               | Có      | Có              | Có      | Độc quyền | Không tự do | 2010          | Phần Lan          |                                    |
| G Data CyberDefense        | G Data Mobile Security         | Có             | Có             | Có        | Có       | Có                            | Có              | Có        | Có                 | Không  | Có               | Có      | Có              | Có      | Độc quyền | Không tự do | 2012          | Đức               |                                    |
| Kaspersky Lab              | Kaspersky Mobile Security      | Có             | Có             | Không     | Không    | Có                            | Không           | Có        | Có                 | Có     | Không            | Có      | Có              | Có      | Độc quyền | Không tự do | 2011          | Nga               | Banned by USG                      |
| Kaspersky Lab              | Kaspersky Tablet Security      | Có             | Có             | Không     | Không    | Có                            | Có              | Có        | Có                 | Không  | Không            | Có      | Có              | Có      | Độc quyền | Không tự do | 2011          | Nga               | Banned by USG                      |
| McAfee                     | McAfee Mobile Security         | Có             | Có             | Không     | Không    | Có                            | Có              | Có        | Có                 | Có     | Không            | Có      | Có              | Có      | Độc quyền | Không tự do | 2011          | Hoa Kỳ            |                                    |
| Qihoo 360                  | 360 Mobilesafe                 | Có             | Có             | Có        | Có       | Có                            | Có              | Có        | Có                 | Có     | Không            | Có      | Có              | Có      | Độc quyền | Tự do       | 2009          | Trung Quốc        |                                    |
| Quick Heal                 | Quick Heal Total Security      | Có             | Có             | Không     | Có       | Có                            | Có              | Có        | Có                 | Có     | Có               | Có      | Có              | Có      | Độc quyền | Tự do       | 2012          | Ấn Độ             |                                    |
| Sophos                     | EndUser Protection             | Có             | Có             | Không     | Không    | Không                         | Có              | Có        | Không              | Không  | Không            | Không   | Có              | Có      | Độc quyền | Không tự do | 2011          | Vương quốc Anh    |                                    |
| Sourcefire                 | FireAMP Mobile                 | Có             | Có             | Không     | Không    | Không                         | Không           | Không     | Không              | Không  | Không            | Có      | Không           | Không   | Độc quyền | ?           | 2012          | Hoa Kỳ            |                                    |
| Symantec                   | Norton Mobile Security         | Có             | Có             | Không     | Không    | Có                            | Không           | Có        | Có                 | Có     | Không            | Có      | Có              | Có      | Độc quyền | Không tự do | 2011          | Hoa Kỳ            |                                    |
| Trend Micro                | Trend Micro Mobile Security    | Có             | Có             | Không     | Không    | Có                            | Có              | Có        | Có                 | Không  | Không            | Có      | Có              | Có      | Độc quyền | Không tự do | 2012          | Nhật Bản          |                                    |
| TrustPort                  | TrustPort Mobile Security      | Có             | Có             | Có        | Có       | Có                            | Có              | Có        | Có                 | Có     | Có               | Có      | Không           | Không   | Độc quyền | Freemium    | 2012          | Cộng hòa Séc      |                                    |
| Webroot                    | SecureAnywhere Mobile          | Có             | Có             | Không     | Không    | Có                            | Không           | Có        | Có                 | Không  | Không            | Có      | Có              | Có      | Độc quyền | Freemium    | 2012          | Hoa Kỳ            |                                    |
| Công ty                    | Phần mềm                       | On-demand scan | On-access scan | Tường lửa | AntiSpam | Web protection                | Privacy Advisor | AntiTheft | Call/SMS Filtering | Backup | Parental Control | Support | AV Comparatives | AV Test | License   | Price       | First release | Country of origin | Chú thích                          |

### iOS
| Công ty     | Phần mềm                    | On-demand scan | On-access scan | Tường lửa | AntiSpam | Web protection | AntiTheft | Call/SMS Filtering | Backup | Parental Control | Support | License   | Price                          | First release | Country of origin | Chú thích    |
| ----------- | --------------------------- | -------------- | -------------- | --------- | -------- | -------------- | --------- | ------------------ | ------ | ---------------- | ------- | --------- | ------------------------------ | ------------- | ----------------- | ------------ |
| Intego      | VirusBarrier iOS            | Có             | Không          | Có        | Không    | Không          | Không     | Không              | Không  | Không            | Có      | Độc quyền | Không tự do                    | 1997          | Hoa Kỳ            | Discontinued |
| Symantec    | Norton Mobile Security      | Không          | Không          | Không     | Không    | Không          | Có        | Không              | Có     | Không            | Có      | Độc quyền | Không tự do                    | 2011          | Hoa Kỳ            |              |
| Bitdefender | Bitdefender Mobile Security | Không          | Không          | Không     | Không    | Không          | Có        | Không              | Không  | Không            | Không   | Độc quyền | Free, In-App Purchases for VPN | 2018          | Romania           |              |
| Công ty     | Phần mềm                    | On-demand scan | On-access scan | Tường lửa | AntiSpam | Web protection | AntiTheft | Call/SMS Filtering | Backup | Parental Control | Support | License   | Price                          | First release | Country of origin | Chú thích    |

### Windows Mobile
Danh sách này không bao gồm Windows Phone 7 và Windows Phone 8 vì chúng không hỗ trợ chạy các chương trình bảo vệ.
| Công ty       | Phần mềm                      | On-demand scan | On-access scan | Tường lửa | AntiSpam | Web protection | AntiTheft | Call/SMS Filtering | Backup | Parental Control | Support | License   | Price       | First release | Country of origin | Chú thích     |
| ------------- | ----------------------------- | -------------- | -------------- | --------- | -------- | -------------- | --------- | ------------------ | ------ | ---------------- | ------- | --------- | ----------- | ------------- | ----------------- | ------------- |
| Dr. Web       | Dr. Web Mobile Security Suite | Có             | Có             | Có        | Có       | Có             | Có        | Có                 | Có     | Có               | Có      | Độc quyền | Trialware   | 2006          | Nga               |               |
| ESET          | ESET Mobile Security          | Có             | Có             | Có        | Có       | Không          | Có        | Có                 | Không  | Không            | Có      | Độc quyền | Không tự do | 2010          | Slovakia          |               |
| Kaspersky Lab | Kaspersky Mobile Security     | Có             | Có             | Không     | Không    | Có             | Có        | Không              | Có     | Có               | Có      | Độc quyền | Không tự do | 2008          | Nga               | Banned by USG |
| Công ty       | Phần mềm                      | On-demand scan | On-access scan | Tường lửa | AntiSpam | Web protection | AntiTheft | Call/SMS Filtering | Backup | Parental Control | Support | License   | Price       | First release | Country of origin | Chú thích     |

### Symbian
| Công ty       | Phần mềm                      | On-demand scan | On-access scan | Tường lửa | AntiSpam | Web protection | AntiTheft | Call/SMS Filtering | Backup | Parental Control | Support | License   | Price       | First release | Country of origin | Chú thích     |
| ------------- | ----------------------------- | -------------- | -------------- | --------- | -------- | -------------- | --------- | ------------------ | ------ | ---------------- | ------- | --------- | ----------- | ------------- | ----------------- | ------------- |
| Dr. Web       | Dr. Web Mobile Security Suite | Có             | Có             | Có        | Có       | Có             | Có        | Có                 | Có     | Có               | Có      | Độc quyền | Trialware   | 2006          | Nga               |               |
| ESET          | ESET Mobile Security          | Có             | Có             | Có        | Có       | Không          | Không     | Có                 | Có     | Không            | Không   | Độc quyền | Không tự do | 2010          | Slovakia          |               |
| Kaspersky Lab | Kaspersky Mobile Security     | Có             | Có             | Không     | Không    | Có             | Có        | Có                 | Không  | Có               | Có      | Độc quyền | Không tự do | 2008          | Nga               | Banned by USG |
| Công ty       | Phần mềm                      | On-demand scan | On-access scan | Tường lửa | AntiSpam | Web protection | AntiTheft | Call/SMS Filtering | Backup | Parental Control | Support | License   | Price       | First release | Country of origin | Chú thích     |

### BlackBerry
| Công ty       | Phần mềm                      | On-demand scan | On-access scan | Tường lửa | AntiSpam | Web protection | AntiTheft | Call/SMS Filtering | Backup | Parental Control | Support | License   | Price       | First release | Country of origin | Chú thích     |
| ------------- | ----------------------------- | -------------- | -------------- | --------- | -------- | -------------- | --------- | ------------------ | ------ | ---------------- | ------- | --------- | ----------- | ------------- | ----------------- | ------------- |
| Dr. Web       | Dr. Web Mobile Security Suite | Có             | Có             | Có        | Có       | Có             | Có        | Có                 | Có     | Có               | Có      | Độc quyền | Trialware   | 2015          | Nga               |               |
| Kaspersky Lab | Kaspersky Mobile Security     | Không          | Không          | Không     | Không    | Không          | Có        | Có                 | Không  | Không            | Có      | Độc quyền | Không tự do | 2008          | Nga               | Banned by USG |
| McAfee        | McAfee Mobile Security        | Có             | Có             | Không     | Không    | Có             | Có        | Có                 | Có     | Không            | Có      | Độc quyền | Không tự do | 2011          | Hoa Kỳ            |               |
| Công ty       | Phần mềm                      | On-demand scan | On-access scan | Tường lửa | AntiSpam | Web protection | AntiTheft | Call/SMS Filtering | Backup | Parental Control | Support | License   | Price       | First release | Country of origin | Chú thích     |